# Division I i ishockey 1959/1960
Division I i ishockey 1959/1960 var den sextonde säsongen med division I som högsta serie inom ishockeyn i Sverige. Serien bestod av sexton lag indelade i två grupper som båda spelades som dubbelserier om fjorton omgångar. De två främsta lagen i varje grupp var kvalificerade för fortsatt spel i mästerskapsserien om titeln svenska mästare. De två sämsta lagen flyttades ner till Division II.
Den norra gruppen dominerades av Gävle, Leksand och Skellefteå och först i näst sista omgången blev det klart att Leksand inte skulle nå mästerskapsserien. Nykomlingarna Nacka och Rönnskär (från Skellefteå) placerade sig sist och flyttades tillbaka till Division II. I den södra gruppen var Djurgården överlägsna med endast två förlorade poäng (oavgjort två gånger mot Grums). Det andra topplaget i serien var Södertälje och de tog den andra platsen till mästerskapsserien. Grums lyckades inte återupprepa fjolårets bedrift och det gjorde inte heller något annat Värmlandslag, även om förhoppningarna funnits före säsogsstarten. Nykomlingarna Västra Frölunda (Göteborg) och Karlberg (Stockholms innerstad) placerade sig sist och flyttades tillbaka till Division II. Bristen på riktiga topplag föranledde Djurgården att motionerade vid Svenska Ishockeyförbundets årsmöte att högsta serien skulle bantas ner till en grupp.

## Division I Norra
| Nr | Lag                | S  | V  | O | F  | GM | IM | MS  | P  |
| -- | ------------------ | -- | -- | - | -- | -- | -- | --- | -- |
| 1  | Gävle GIK          | 14 | 11 | 2 | 1  | 84 | 26 | +58 | 24 |
| 2  | Skellefteå AIK     | 14 | 12 | 0 | 2  | 82 | 30 | +52 | 24 |
| 3  | Leksands IF        | 14 | 10 | 0 | 4  | 76 | 41 | +35 | 20 |
| 4  | Wifsta/Östrands IF | 14 | 5  | 1 | 8  | 61 | 53 | +8  | 11 |
| 5  | Hammarby IF        | 14 | 5  | 0 | 9  | 51 | 75 | −24 | 10 |
| 6  | Strömsbro IF       | 14 | 3  | 2 | 9  | 44 | 75 | −31 | 8  |
| 7  | Nacka SK           | 14 | 4  | 0 | 10 | 36 | 85 | −49 | 8  |
| 8  | Rönnskärs IF       | 14 | 3  | 1 | 10 | 38 | 87 | −49 | 7  |

## Division I Södra
| Nr | Lag                | S  | V  | O | F  | GM  | IM  | MS  | P  |
| -- | ------------------ | -- | -- | - | -- | --- | --- | --- | -- |
| 1  | Djurgårdens IF     | 14 | 12 | 2 | 0  | 97  | 32  | +65 | 26 |
| 2  | Södertälje SK      | 14 | 10 | 0 | 4  | 104 | 48  | +56 | 20 |
| 3  | IFK Bofors         | 14 | 8  | 1 | 5  | 61  | 61  | 0   | 17 |
| 4  | Forshaga IF        | 14 | 7  | 1 | 6  | 75  | 89  | −14 | 15 |
| 5  | Grums IK           | 14 | 5  | 2 | 7  | 51  | 60  | −9  | 12 |
| 6  | Västerås IK        | 14 | 5  | 0 | 9  | 51  | 66  | −15 | 10 |
| 7  | Västra Frölunda IF | 14 | 4  | 0 | 10 | 53  | 104 | −51 | 8  |
| 8  | Karlbergs BK       | 14 | 2  | 0 | 12 | 43  | 76  | −33 | 4  |

## Svenska mästerskapsserien
Djurgården var överlägsna i mästerskapsserien och tog sitt tredje SM-guld i följd.
| Nr | Lag            | S | V | O | F | GM | IM | MS  | P  |
| -- | -------------- | - | - | - | - | -- | -- | --- | -- |
| 1  | Djurgårdens IF | 6 | 5 | 0 | 1 | 28 | 18 | +10 | 10 |
| 2  | Södertälje SK  | 6 | 3 | 0 | 3 | 30 | 24 | +6  | 6  |
| 3  | Skellefteå AIK | 6 | 3 | 0 | 3 | 22 | 23 | −1  | 6  |
| 4  | Gävle GIK      | 6 | 1 | 0 | 5 | 19 | 34 | −15 | 2  |

| Hemma \ Borta  | DIF | GIK | SAIK | SSK |
| Djurgårdens IF | —   | 5–3 | 5–3  | 6–4 |
| Gävle GIK      | 3–7 | —   | 6–5  | 4–6 |
| Skellefteå AIK | 3–2 | 2–1 | —    | 5–2 |
| Södertälje SK  | 2–3 | 9–2 | 7–4  | —   |